# 欧特韦勒
欧特韦勒（法語：Hautevelle，法語發音：[otvɛl]）是法国上索恩省的一个市镇，属于吕尔区。

## 地理
欧特韦勒（47°50'34"N, 6°17'2"E）面积7.78 平方千米，位于法国勃艮第-弗朗什-孔泰大區上索恩省，该省份为法国东部内陆省份，北起顺时针与孚日省、贝尔福地区省、杜省、汝拉省、科多尔省和上马恩省接壤。
与欧特韦勒接壤的市镇（或旧市镇、城区）包括：瑟穆斯河畔圣卢、布勒什、方丹莱吕克瑟伊、弗朗卡尔蒙、呂克瑟伊萊班、奥尔穆瓦什。

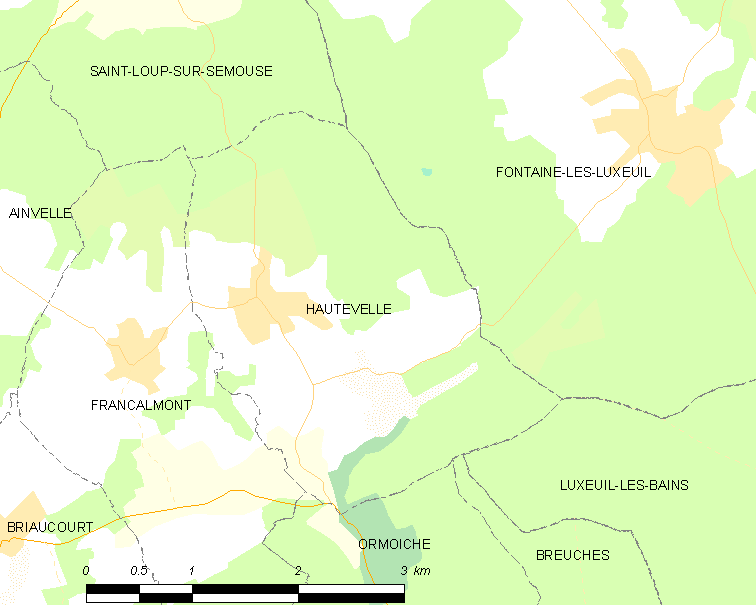
欧特韦勒的OSM定位图

欧特韦勒的时区为UTC+01:00、UTC+02:00（夏令时）。

## 行政
欧特韦勒的邮政编码为70800，INSEE市镇编码为70284。

## 政治
欧特韦勒所属的省级选区为瑟穆斯河畔圣卢县。

## 人口

1962-2008年间欧特韦勒人口变化图示

欧特韦勒于2022年1月1日时的人口数量为253人。